# Меганэ-баси
Меганэ-баси (яп. 眼鏡橋), или Окулярный мост — пешеходный арочный каменный мост через реку Накасима в городе Нагасаки, Япония. Его название происходит от «очков», образующихся двумя арками моста и их отражением в воде.
Меганэ-баси был построен в 1634 году монахом Мокусу (Моцзя), вторым настоятелем буддийского монастыря Кофукудзи в Нагасаки. Он считается самым старым каменным арочным мостом в Японии. Длина моста составляет 22 м, ширина 3,65 м. Высота над рекой равна 5,46 м. Во время наводнения 1648 года мост был частично разрушен, но вскоре восстановлен.
В 1873 году Меганэ-баси утратил скат и лестницу на левом берегу, необходимые для движения рикш и построенные в период Эдо. С 1948 года мост стал исключительно пешеходным. С 1960 года Меганэ-баси является культурной ценностью Японии.
Наводнение 23 июля 1982 года смыло шесть из десяти каменных мостов через реку Накасима. Меганэ-баси был сильно поврежден, но почти все оригинальные камни были обнаружены и мост был восстановлен в своем первоначальном виде. По обеим сторонам от сооружения, во избежания разрушений при возможных наводнениях в будущем, были установлены подземные водопропускные трубы, образовавшие обводной канал.
Существует аналогичный, но больший «окулярный мост» в парке Исахая.